# Alma (nome)
Alma  è un nome proprio di persona italiano femminile.

## Varianti
- Alterati: Almina[3]
- Maschili: Almo[1][3]
  - Alterati: Almino[3]

## Origine e diffusione

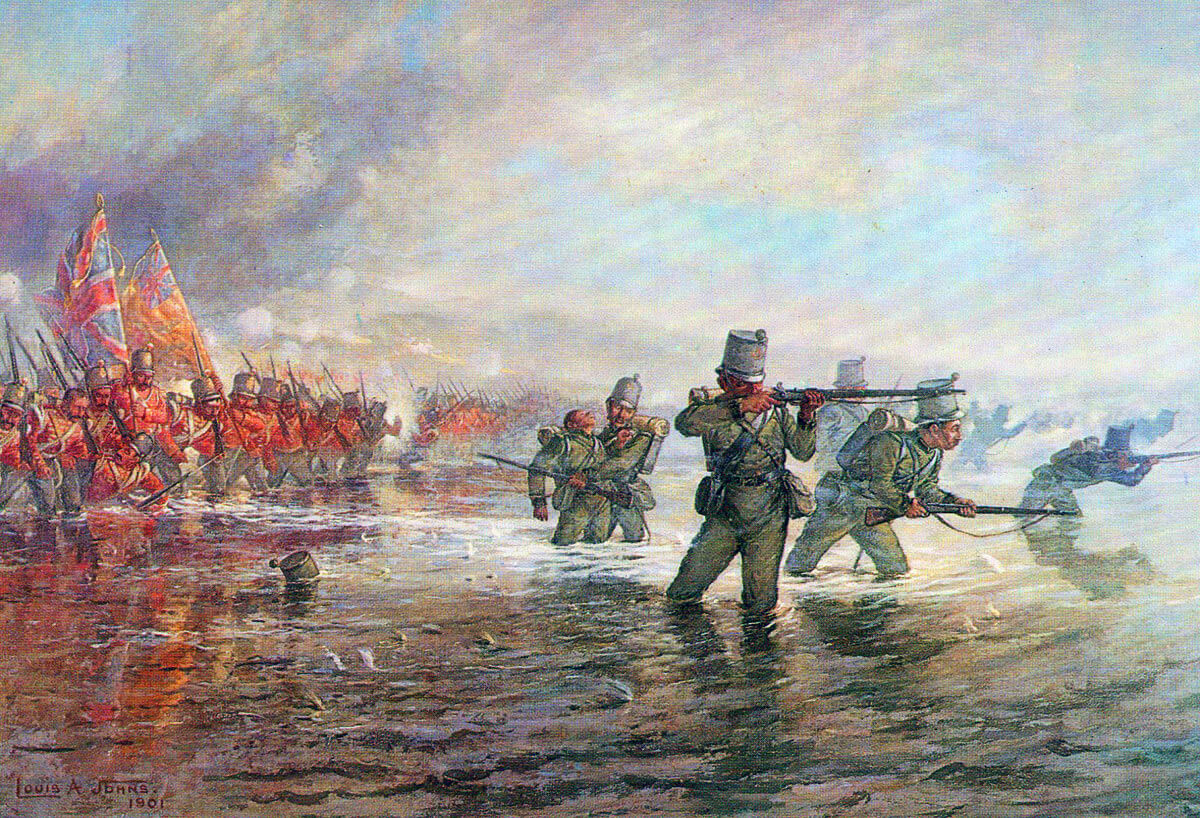
Un episodio della battaglia del fiume Alma in un dipinto di Louis Johns

Questo nome è documentato, in Gran Bretagna, già dal Medioevo, ed ha una tradizione onomastica complessa, che riunisce in sé forse più origini distinte.
Solitamente viene ricondotto al latino almus, alma (da alo, alĕre, "nutrire"), un vocabolo che fu epiteto di varie divinità romane (come Venere, Cerere e Maia) e che aveva in origine il significato di "che nutre", "che dà vita", acquisendo poi anche il senso di "che fa del bene", "gentile". Non è da escludere che in Inghilterra possa anche aver rappresentato la forma latinizzata di qualche nome inglese antico, come ad esempio Ælfmæge (da ælf, "elfo", e mǣge, "donna", "fanciulla") o Æðelmæge (da æðel, "nobile", e mǣge).
In Inghilterra, il nome rimase molto raro fino alla guerra di Crimea, quando cominciò ad essere usato per celebrare la battaglia dell'Alma del 1854, che vide una schiacciante vittoria dell'esercito anglo-francese; lo scontro prende il nome dal fiume Alma, che a sua volta deriva da una parola tatara che vuol dire "mela". In Italia il nome raggiunse una buona diffusione ancora più tardi, tanto da non essere registrato nei repertori onomastici d'inizio Novecento; il suo uso venne promosso dal dramma di Sudermann L'onore, la cui protagonista si chiama appunto Alma, e verso gli anni 1950 era diventato piuttosto comune. Secondo dati pubblicati negli anni 1970, il nome era attestato maggiormente al Nord e al Centro, specie in Toscana ed Emilia-Romagna; ne è documentata anche la forma maschile Almo, il cui uso comunque è sempre stato episodico.
Il nome, che è in uso anche in spagnolo, catalano e olandese, coincide tra l'altro con il termine spagnolo e portoghese alma, che indica l'anima.

## Onomastico
Il nome è adespota, cioè non è portato da alcuna santa; l'onomastico può essere festeggiato il 1º novembre per la festa di Ognissanti.

## Persone
- Alma Adamkienė, first lady lituana
- Alma Adams, politica statunitense
- Alma Bennett, attrice statunitense

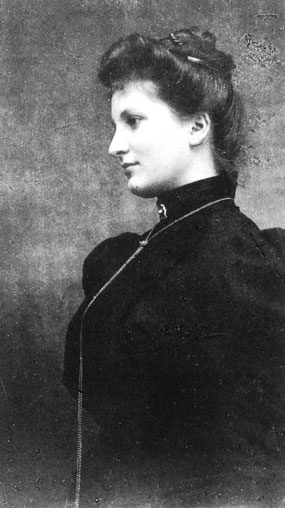
Alma Mahler Schindler

- Alma Brughera Capaldo, pianista, insegnante e critico musicale italiana
- Alma Gluck, soprano rumeno naturalizzato statunitense
- Alma Guillermoprieto, giornalista messicana
- Alma Macrorie, montatrice statunitense
- Alma Mahler Schindler, compositrice e scrittrice austriaca
- Alma Pihl, designer finlandese
- Alma Reville, sceneggiatrice inglese
- Alma Rosé, violinista austriaca
- Alma Rubens, attrice statunitense
- Alma Sabatini, saggista, linguista e insegnante italiana
- Alma Taylor, attrice inglese
- Alma Manuela Tirone, medico e personaggio televisivo italiano
- Alma Vivoda, partigiana italiana

## Il nome nelle arti
- Alma è un personaggio del film Persona di Ingmar Bergman.
- Alma è un personaggio della miniserie televisiva Fidati di me.
- Alma Beoulve è un personaggio del videogioco Final Fantasy Tactics.
- Alma Brown è un personaggio del film del 1963 Hud il selvaggio, diretto da Martin Ritt.
- Alma Capys è un personaggio del romanzo di Alain Damasio L'orda del vento.
- Alma Coin è un personaggio della trilogia di romanzi distopici Hunger Games scritti da Suzanne Collins.
- Alma Hodge è un personaggio della serie televisiva Desperate Housewives.
- Alma Karma è un personaggio della serie manga e anime D.Gray-man.
- Alma LeFay Peregrine è un personaggio del romanzo di Ransom Riggs La casa dei bambini speciali di Miss Peregrine.
- Alma Moore è un personaggio del film del 2008 E venne il giorno, diretto da M. Night Shyamalan.
- Alma Rossetti è un personaggio del film del 1998 Mortacci, diretto da Sergio Citti.
- Alma Wade è un personaggio del videogioco F.E.A.R..
- Alma Wheatley è un personaggio della miniserie televisiva del 2020 La regina degli scacchi.